# Haltérophilie aux Jeux olympiques d'été de 2008
Navigation
Athènes 2004 Londres 2012
Les épreuves d'haltérophilie des Jeux olympiques d'été de 2008 se déroulaient du 9 au 19 août au Gymnase de l'Université de l'aérospatiale à Pékin. 15 épreuves figuraient au programme : 8 en catégories masculines et 7 en catégories féminines. Elles ont vu une domination sans partage des équipes masculine et féminine chinoises.

## Calendrier
| Programme des finales des épreuves d'haltérophilie | Programme des finales des épreuves d'haltérophilie | Programme des finales des épreuves d'haltérophilie | Programme des finales des épreuves d'haltérophilie | Programme des finales des épreuves d'haltérophilie | Programme des finales des épreuves d'haltérophilie | Programme des finales des épreuves d'haltérophilie | Programme des finales des épreuves d'haltérophilie | Programme des finales des épreuves d'haltérophilie | Programme des finales des épreuves d'haltérophilie | Programme des finales des épreuves d'haltérophilie | Programme des finales des épreuves d'haltérophilie | Programme des finales des épreuves d'haltérophilie | Programme des finales des épreuves d'haltérophilie | Programme des finales des épreuves d'haltérophilie | Programme des finales des épreuves d'haltérophilie | Programme des finales des épreuves d'haltérophilie | Programme des finales des épreuves d'haltérophilie | Programme des finales des épreuves d'haltérophilie | Programme des finales des épreuves d'haltérophilie | Programme des finales des épreuves d'haltérophilie | Programme des finales des épreuves d'haltérophilie |
| Août 2008                                          | Août 2008                                          | Août 2008                                          | 6                                                  | 7                                                  | 8                                                  | 9                                                  | 10                                                 | 11                                                 | 12                                                 | 13                                                 | 14                                                 | 15                                                 | 16                                                 | 17                                                 | 18                                                 | 19                                                 | 20                                                 | 21                                                 | 22                                                 | 23                                                 | 24                                                 |
| -------------------------------------------------- | -------------------------------------------------- | -------------------------------------------------- | -------------------------------------------------- | -------------------------------------------------- | -------------------------------------------------- | -------------------------------------------------- | -------------------------------------------------- | -------------------------------------------------- | -------------------------------------------------- | -------------------------------------------------- | -------------------------------------------------- | -------------------------------------------------- | -------------------------------------------------- | -------------------------------------------------- | -------------------------------------------------- | -------------------------------------------------- | -------------------------------------------------- | -------------------------------------------------- | -------------------------------------------------- | -------------------------------------------------- | -------------------------------------------------- |
| Haltérophilie                                      | Haltérophilie                                      |                                                    |                                                    |                                                    |                                                    | 1                                                  | 2                                                  | 2                                                  | 2                                                  | 2                                                  |                                                    | 2                                                  | 1                                                  | 1                                                  | 1                                                  | 1                                                  |                                                    |                                                    |                                                    |                                                    |                                                    |

## Podiums

### Hommes
Six sélectionnés. Quatre médailles d'or, une d'argent. Voici le bilan de l'haltérophilie masculine chinoise.
| Épreuves    | Or               | Argent                    | Bronze              |
| ----------- | ---------------- | ------------------------- | ------------------- |
| - de 56 kg  | Long Qingquan    | Hoàng Anh Tuấn            | Eko Yuli Irawan     |
| - de 62 kg  | Zhang Xiangxiang | Diego Fernando Salazar    | Triyatno            |
| - de 69 kg  | Liao Hui         | Vencelas Dabaya           | Yordanis Borrero    |
| - de 77 kg  | Sa Jae-Hyouk     | Li Hongli                 | Gevorg Davtyan      |
| - de 85 kg  | Lu Yong          | Tigran Vardan Martirosyan | Jadier Valladares   |
| - de 94 kg  | Szymon Kolecki   | Arsen Kasabiev            | Yohandrys Hernandez |
| - de 105 kg | Andrei Aramnau   | Dmitri Klokov             | Marcin Dolega       |
| + de 105 kg | Matthias Steiner | Evgeny Chigishev          | Viktors Ščerbatihs  |

### Femmes
Stratégie efficace de la nation hôte.
La Chine ne pouvait aligner que quatre haltérophiles féminines lors de ces Jeux. Les quatre représentantes chinoises finissent toutes vainqueurs de leur catégorie.
| Épreuves   | Or                               | Argent         | Bronze              |
| ---------- | -------------------------------- | -------------- | ------------------- |
| - de 48 kg | Chen Wei-ling                    | Im Jyoung-hwa  | Pensiri Laosirikul  |
| - de 53 kg | Prapawadee Jaroenrattanatarakoon | Yoon Jin-Hee   | Raema Lisa Rumbewas |
| - de 58 kg | Chen Yanqing                     | O Jong-Ae      | Wandee Kameaim      |
| - de 63 kg | Pak Hyon Suk                     | Lu Ying-Chi    | Christine Girard    |
| - de 69 kg | Oxana Slivenko                   | Leidy Solis    | Abir Khalil         |
| - de 75 kg | Alla Vazhenina                   | Lidia Valentin | Damaris Aguirre     |
| + de 75 kg | Jang Mi-ran                      | Ele Opeloge    | Mariam Usman        |

Note : Le 22 juillet 2016, le CIO retire la médaille d'argent remportée par Sibel Özkan (catégorie : moins de 48 kg) après la réanalyse antidopage des échantillons prélevés en 2008, qui s'avèrent finalement positifs.
Le 12 janvier 2017 après réanalyse de leurs échantillons, les haltérophiles chinoises Cao Lei, Chen Xiexia et Liu Chunhong, qui s'étaient toutes imposées dans leurs catégories respectives, sont disqualifiées pour dopage par le CIO

## Résultats détaillés

### Hommes

#### - de 56 kg
Long Qingquan gagne, à 17 ans et lors de sa première sortie internationale, le titre olympique.
| Rang | Pays           | Athlète                | Arraché | Arraché | Arraché | Arraché   | Epaulé-jeté | Epaulé-jeté | Epaulé-jeté | Epaulé-jeté | Total |
| Rang | Pays           | Athlète                | 1       | 2       | 3       | Résultats | 4           | 5           | 6           | Résultats   | Total |
| ---- | -------------- | ---------------------- | ------- | ------- | ------- | --------- | ----------- | ----------- | ----------- | ----------- | ----- |
| 1    | Chine          | Long Qingquan          | 125     | 130     | 132     | 132       | 155         | 160         | 164         | 160         | 292   |
| 2    | Vietnam        | Hoàng Anh Tuấn         | 126     | 130     | 130     | 130       | 155         | 160         | 160         | 160         | 290   |
| 3    | Indonésie      | Eko Yuli Irawan        | 125     | 130     | 130     | 130       | 152         | 158         | 158         | 158         | 288   |
| 4    | Taipei chinois | Yang Chin-Yi           | 125     | 128     | 128     | 128       | 154         | 157         | 160         | 157         | 285   |
| 5    | Corée du Nord  | Kum Chol Cha           | 128     | 128     | 128     | 128       | 155         | 155         | 160         | 155         | 283   |
| 6    | Cuba           | Sergio Alvarez         | 120     | 120     | 125     | 120       | 152         | 161         | 166         | 152         | 272   |
| 7    | Taipei chinois | Shin-Yuan Wang         | 115     | 115     | 120     | 115       | 146         | 150         | 150         | 150         | 265   |
| 8    | Malaisie       | Amirul Hamizan Ibrahim | 116     | 121     | 123     | 121       | 144         | 144         | 148         | 144         | 265   |
| 9    | Japon          | Masaharu Yamada        | 103     | 103     | 106     | 106       | 142         | 147         | 153         | 153         | 259   |
| 10   | Thaïlande      | Pongsak Maneetong      | 112     | 116     | 120     | 116       | 142         | 146         | 146         | 142         | 258   |
| 11   | Japon          | Yasunobu Sekikawa      | 108     | 112     | 114     | 114       | 138         | 142         | 142         | 142         | 256   |
| 12   | Colombie       | Sergio Rada            | 107     | 112     | 112     | 112       | 135         | 140         | 142         | 140         | 252   |
| 13   | Belgique       | Tom Goegebuer          | 109     | 112     | 114     | 114       | 132         | 135         | 137         | 137         | 251   |
| 14   | Italie         | Vito Dellino           | 102     | 107     | 110     | 110       | 132         | 137         | 140         | 137         | 247   |
| 15   | Moldavie       | Igor Grabucea          | 105     | 109     | 112     | 109       | 130         | 130         | 135         | 130         | 239   |
|      | Turquie        | Sedat Artuc            | 115     | 115     | 115     |           |             |             |             |             | DNF   |
|      | Tunisie        | Khalil El Maaoui       | 123     | 126     | 130     | 126       | 142         | 142         | 142         |             | DNF   |
|      | Corée du Nord  | Kyong Sok Ri           | 122     | 122     | 122     |           |             |             |             |             | DNF   |
|      | Biélorussie    | Vitali Dzebianiou      | 120     | 125     | 127     | 127       | 140         | 140         | 140         |             | DNF   |

#### - de 62 kg
Zhang Xiangxiang remporte le titre, après avoir décroché le bronze à Sydney en - de 56 kg.
| Rang | Pays         | Athlète                 | Arraché | Arraché | Arraché | Arraché   | Epaulé-jeté | Epaulé-jeté | Epaulé-jeté | Epaulé-jeté | Total |
| Rang | Pays         | Athlète                 | 1       | 2       | 3       | Résultats | 4           | 5           | 6           | Résultats   | Total |
| ---- | ------------ | ----------------------- | ------- | ------- | ------- | --------- | ----------- | ----------- | ----------- | ----------- | ----- |
| 1    | Chine        | Zhang Xiangxiang        | 139     | 143     | 143     | 143       | 169         | 176         | 184         | 176         | 319   |
| 2    | Colombie     | Diego Fernando Salazar  | 132     | 136     | 138     | 138       | 163         | 165         | 167         | 167         | 305   |
| 3    | Indonésie    | Triyatno                | 133     | 135     | 135     | 135       | 163         | 163         | 163         | 163         | 298   |
| 4    | Roumanie     | Antoniu Buci            | 126     | 130     | 130     | 130       | 161         | 165         | 168         | 165         | 295   |
| 5    | Thaïlande    | Phaisan Hansawong       | 132     | 135     | 135     | 132       | 162         | 162         | 166         | 162         | 294   |
| 6    | Cuba         | Lazaro Ruiz             | 128     | 132     | 135     | 132       | 162         | 168         | 168         | 162         | 294   |
| 7    | Turkménistan | Tolkunbek Hudaybergenov | 126     | 126     | 131     | 126       | 162         | 170         | 170         | 162         | 288   |
| 8    | Égypte       | Mohamed Abd Elbaki      | 129     | 129     | 129     | 129       | 155         | 159         | 164         | 159         | 288   |

#### - de 69 kg
Vencelas Dabaya, seulement cinquième à l'issue de l'arraché, se classe deuxième et remporte la première médaille française en haltérophilie depuis 32 ans.
| Rang | Pays          | Athlète                   | Arraché | Arraché | Arraché | Arraché   | Epaulé-jeté | Epaulé-jeté | Epaulé-jeté | Epaulé-jeté | Total |
| Rang | Pays          | Athlète                   | 1       | 2       | 3       | Résultats | 4           | 5           | 6           | Résultats   | Total |
| ---- | ------------- | ------------------------- | ------- | ------- | ------- | --------- | ----------- | ----------- | ----------- | ----------- | ----- |
| 1    | Chine         | Liao Hui                  | 153     | 153     | 158     | 158       | 185         | 185         | 190         | 190         | 348   |
| 2    | France        | Vencelas Dabaya           | 147     | 151     | 153     | 151       | 187         | 197         | 197         | 187         | 338   |
| 3    | Arménie       | Tigran Gevorq Martirosyan | 153     | 156     | 156     | 153       | 183         | 185         | 185         | 185         | 338   |
| 4    | Cuba          | Yordanis Borrero          | 140     | 145     | 148     | 148       | 171         | 171         | 180         | 180         | 328   |
| 5    | Azerbaïdjan   | Turan Mirzayev            | 142     | 146     | 149     | 146       | 181         | 183         | 187         | 181         | 327   |
| 6    | Corée du Nord | Chol Jin Kim              | 140     | 146     | 150     | 146       | 180         | 180         | 180         | 180         | 326   |
| 7    | Azerbaïdjan   | Afgan Bayramov            | 137     | 142     | 145     | 145       | 175         | 187         | 187         | 175         | 320   |
| 8    | Thaïlande     | Sitthisak Suphalak        | 141     | 145     | 147     | 147       | 171         | 171         | 175         | 171         | 318   |

#### - de 77 kg
Sa Jae-Hyouk bat Li Hongli au poids de corps pour le titre olympique, après avoir effacé un retard de 5 kg (à l'issue de l'arraché) sur le Chinois. 
Le champion olympique sortant, le Turc Taner Sagir ne parvient pas à soulever la moindre barre.
| Rang | Pays         | Athlète            | Arraché | Arraché | Arraché | Arraché   | Epaulé-jeté | Epaulé-jeté | Epaulé-jeté | Epaulé-jeté | Total |
| Rang | Pays         | Athlète            | 1       | 2       | 3       | Résultats | 4           | 5           | 6           | Résultats   | Total |
| ---- | ------------ | ------------------ | ------- | ------- | ------- | --------- | ----------- | ----------- | ----------- | ----------- | ----- |
| 1    | Corée du Sud | Sa Jae-Hyouk       | 160     | 163     | 165     | 163       | 201         | 203         | 211         | 203         | 366   |
| 2    | Chine        | Li Hongli          | 163     | 168     | 170     | 168       | 193         | 198         | 198         | 198         | 366   |
| 3    | Arménie      | Gevorg Davtyan     | 165     | 165     | 165     | 165       | 195         | 195         | 201         | 195         | 360   |
| 4    | Corée du Sud | Kim Kwanghoon      | 155     | 155     | 160     | 155       | 200         | 206         | 206         | 200         | 355   |
| 5    | Russie       | Oleg Perepechenov  | 158     | 162     | 165     | 162       | 192         | 199         | 199         | 192         | 354   |
| 6    | Cuba         | Iván Cambar        | 152     | 157     | 160     | 157       | 190         | 196         | 196         | 196         | 353   |
| 7    | Arménie      | Ara Khachatryan    | 162     | 166     | 166     | 162       | 191         | 195         | 195         | 191         | 353   |
| 8    | Pologne      | Krzysztof Szramiak | 157     | 161     | 165     | 161       | 191         | 191         | 194         | 191         | 352   |

#### - de 85 kg
Lu Yong remporte l'or, en égalant le record du monde du total olympique établi quelques minutes auparavant par son second Andrei Rybakou. Il le bat grâce à un poids de corps inférieur, en remontant un écart de 5 kg concédé lors de l'arraché.
| Rang | Pays        | Athlète                   | Arraché | Arraché | Arraché | Arraché   | Epaulé-jeté | Epaulé-jeté | Epaulé-jeté | Epaulé-jeté | Total |
| Rang | Pays        | Athlète                   | 1       | 2       | 3       | Résultats | 4           | 5           | 6           | Résultats   | Total |
| ---- | ----------- | ------------------------- | ------- | ------- | ------- | --------- | ----------- | ----------- | ----------- | ----------- | ----- |
| 1    | Chine       | Lu Yong                   | 175     | 180     | 183     | 180       | 208         | 214         | 214         | 214         | 394   |
| 2    | Biélorussie | Andrei Rybakou            | 180     | 185     | 185     | 185       | 200         | 204         | 209         | 209         | 394   |
| 3    | Arménie     | Tigran Vardan Martirosyan | 172     | 177     | 180     | 177       | 203         | 203         | 206         | 203         | 380   |
| 4    | Kazakhstan  | Vladimir Sedov            | 170     | 175     | 180     | 180       | 200         | 203         | 203         | 200         | 380   |
| 5    | Cuba        | Jadier Valladares         | 161     | 166     | 169     | 169       | 198         | 198         | 203         | 203         | 372   |
| 6    | France      | Benjamin Hennequin        | 157     | 162     | 162     | 162       | 196         | 201         | 205         | 205         | 367   |
| 7    | Ouzbékistan | Mansurbek Chashemov       | 165     | 165     | 169     | 165       | 195         | 199         | 202         | 202         | 367   |
| 8    | États-Unis  | Kendrick Farris           | 153     | 157     | 160     | 160       | 195         | 195         | 202         | 202         | 362   |

#### - de 94 kg
Le double champion du monde Ilya Ilin remporte le titre olympique à l'issue d'un duel serré avec le champion d'Europe Szymon Kolecki. Ils doublent Khadjimourat Akkaïev (qui terminera troisième) et Nizami Pashayev en tête après l'arraché.
| Rang | Pays        | Athlète             | Arraché | Arraché | Arraché | Arraché   | Epaulé-jeté | Epaulé-jeté | Epaulé-jeté | Epaulé-jeté | Total |
| Rang | Pays        | Athlète             | 1       | 2       | 3       | Résultats | 4           | 5           | 6           | Résultats   | Total |
| ---- | ----------- | ------------------- | ------- | ------- | ------- | --------- | ----------- | ----------- | ----------- | ----------- | ----- |
| 1    | Kazakhstan  | Ilya Ilin           | 175     | 180     | -       | 180       | 223         | 223         | 226         | 226         | 406   |
| 2    | Pologne     | Szymon Kolecki      | 174     | 177     | 179     | 179       | 217         | 224         | 228         | 224         | 403   |
| 3    | Russie      | Akkaev Khadzhimurat | 178     | 182     | 185     | 185       | 212         | 215         | 217         | 217         | 402   |
| 4    | Géorgie     | Arsen Kasabiev      | 172     | 176     | 178     | 176       | 215         | 223         | 231         | 223         | 399   |
| 5    | Azerbaïdjan | Nizami Pashayev     | 180     | 180     | 181     | 181       | 215         | 215         | 215         | 215         | 396   |
| 6    | Cuba        | Yohandrys Hernandez | 172     | 172     | 178     | 178       | 215         | 220         | 220         | 215         | 393   |
| 7    | Iran        | Asghar Ebrahimi     | 180     | 184     | 184     | 180       | 212         | 212         | 217         | 212         | 392   |
| 8    | Russie      | Roman Konstantinov  | 175     | 179     | 179     | 175       | 212         | 212         | 222         | 212         | 387   |

#### - de 105 kg
Le champion du monde 2007 Andrei Aramnau remporte l'or olympique en battant les trois records du monde. Il s'agit de la première médaille d'or en haltérophilie de la Biélorussie, depuis son indépendance.
Dmitri Klokov et Dmitri Lapikov prennent les médailles d'argent et de bronze, dépassant l'ancien champion du monde Marcin Dolega, second de l'arraché.
| Rang | Pays        | Athlète         | Arraché | Arraché | Arraché | Arraché   | Epaulé-jeté | Epaulé-jeté | Epaulé-jeté | Epaulé-jeté | Total |
| Rang | Pays        | Athlète         | 1       | 2       | 3       | Résultats | 4           | 5           | 6           | Résultats   | Total |
| ---- | ----------- | --------------- | ------- | ------- | ------- | --------- | ----------- | ----------- | ----------- | ----------- | ----- |
| 1    | Biélorussie | Andrei Aramnau  | 193     | 197     | 200     | 200       | 225         | 230         | 236         | 236         | 436   |
| 2    | Russie      | Dmitri Klokov   | 185     | 190     | 193     | 193       | 222         | 226         | 230         | 230         | 423   |
| 3    | Russie      | Dmitry Lapikov  | 190     | 195     | 195     | 190       | 222         | 226         | 230         | 230         | 420   |
| 4    | Pologne     | Marcin Dolega   | 195     | 200     | 201     | 195       | 225         | 228         | 228         | 225         | 420   |
| 5    | Kazakhstan  | Bakhyt Akhmetov | 185     | 190     | 195     | 190       | 221         | 225         | 230         | 225         | 415   |
| 6    | Ukraine     | Igor Razoronov  | 185     | 185     | 187     | 187       | 223         | 234         | 234         | 223         | 410   |
| 7    | Géorgie     | Albert Kuzilov  | 178     | 182     | 182     | 182       | 220         | 227         | 228         | 227         | 409   |
| 8    | Kazakhstan  | Sergey Istomin  | 181     | 181     | 187     | 181       | 215         | 220         | 225         | 225         | 406   |

#### + de 105 kg
Matthias Steiner comble l'avance de 7 kg qu'avait Evgeny Chigishev, après l'arraché, pour remporter le titre olympique d'un petit kilogramme. 
| Rang | Pays      | Athlète            | Arraché | Arraché | Arraché | Arraché   | Epaulé-jeté | Epaulé-jeté | Epaulé-jeté | Epaulé-jeté | Total |
| Rang | Pays      | Athlète            | 1       | 2       | 3       | Résultats | 4           | 5           | 6           | Résultats   | Total |
| ---- | --------- | ------------------ | ------- | ------- | ------- | --------- | ----------- | ----------- | ----------- | ----------- | ----- |
| 1    | Allemagne | Matthias Steiner   | 198     | 203     | 207     | 203       | 246         | 248         | 258         | 258         | 461   |
| 2    | Russie    | Evgeny Chigishev   | 200     | 205     | 210     | 210       | 240         | 247         | 250         | 250         | 460   |
| 3    | Lettonie  | Viktors Scerbatihs | 198     | 203     | 206     | 206       | 242         | 244         | 257         | 242         | 448   |
| 4    | Ukraine   | Artem Udachyn      | 197     | 203     | 207     | 207       | 235         | 235         | 241         | 235         | 442   |
| 5    | Ukraine   | Ihor Shymechko     | 193     | 197     | 201     | 201       | 217         | 227         | 232         | 232         | 433   |
| 6    | Iran      | Rashid Sharifi     | 188     | 192     | 196     | 196       | 230         | 238         | 238         | 230         | 426   |
| 7    | Pologne   | Grzegorz Kleszcz   | 185     | 185     | 190     | 185       | 232         | 234         | 234         | 234         | 419   |
| 8    | Allemagne | Almir Velagic      | 180     | 184     | 188     | 188       | 220         | 225         | 230         | 225         | 413   |

### Femmes

#### - de 48 kg
La championne du monde en titre Chen Xiexia remporte la médaille d'or en établissant deux nouveaux records olympiques à l'arraché et au total olympique.
Chen Wei-ling prend la médaille de bronze à Im Jyoung-hwa, grâce à son poids de corps inférieur.
La championne olympique sortante, la Turque Nurcan Taylan ne parvient pas à soulever la moindre barre.
Le 22 juillet 2016 et après réinspection des échantillons prélevés en 2008, le CIO retire la médaille d'argent à Sibel Özkan pour dopage.

Le 12 janvier 2017, après réanalyse de ses échantillons de 2008, Chen Xiexia est disqualifiée pour dopage par le CIO.
| Rang | Pays           | Athlète                 | Arraché | Arraché | Arraché | Arraché   | Epaulé-jeté | Epaulé-jeté | Epaulé-jeté | Epaulé-jeté | Total |
| Rang | Pays           | Athlète                 | 1       | 2       | 3       | Résultats | 4           | 5           | 6           | Résultats   | Total |
| ---- | -------------- | ----------------------- | ------- | ------- | ------- | --------- | ----------- | ----------- | ----------- | ----------- | ----- |
| 1    | Chine          | Chen Xiexia             | 90      | 93      | 95      | 95        | 113         | 115         | 117         | 117         | 212   |
| 2    | Turquie        | Sibel Özkan             | 86      | 88      | 88      | 88        | 108         | 108         | 111         | 111         | 199   |
| 3    | Taipei chinois | Chen Wei-ling           | 84      | 87      | 87      | 84        | 108         | 112         | 115         | 112         | 196   |
| 4    | Corée du Sud   | Im Jyoung-hwa           | 83      | 86      | 88      | 86        | 106         | 110         | 113         | 110         | 196   |
| 5    | Thaïlande      | Pensiri Laosirikul      | 85      | 85      | 85      | 85        | 110         | 114         | 114         | 110         | 195   |
| 6    | Japon          | Hiromi Miyake           | 80      | 82      | 82      | 80        | 105         | 110         | 110         | 105         | 185   |
| 7    | France         | Mélanie Noël            | 75      | 78      | 80      | 80        | 97          | 100         | 100         | 97          | 177   |
| 8    | Japon          | Misaki Oshiro           | 77      | 80      | 80      | 80        | 92          | 96          | 96          | 92          | 172   |
| 9    | Pologne        | Marzena Karpińska       | 79      | 82      | 82      | 79        | 92          | 92          | 97          | 92          | 171   |
| 10   | Canada         | Marilou Dozois-Prévost  | 73      | 76      | 78      | 76        | 90          | 90          | 96          | 90          | 166   |
| 11   | Honduras       | Karla Moreno            | 65      | 65      | 71      | 65        | 83          | 83          | 85          | 85          | 150   |
|      | Turquie        | Nurcan Taylan           | 84      | 84      | 84      |           |             |             |             |             | DNF   |
|      | Thaïlande      | Pramsiri Bunphithak     | 84      | 84      | 84      |           |             |             |             |             | DNF   |
|      | Italie         | Genny Caterina Pagliaro | 82      | 82      | 82      |           |             |             |             |             | DNF   |

#### - de 53 kg
Prapawadee Jaroenrattanatarakoon gagne le titre en battant le record olympique de l'épaulé-jeté.
Nastassia Novikava en tête avec la Thaïlandaise à l'issue de l'arraché, termine troisième en raison d'un poids de corps supérieur. En 2016, elle est disqualifiée après réexamen, présence de turinabol et de stanozolol dans les échantillons prélevés, de ses tests par le CIO,.
| Rang | Pays                      | Athlète                          | Arraché | Arraché | Arraché | Arraché   | Epaulé-jeté | Epaulé-jeté | Epaulé-jeté | Epaulé-jeté | Total |
| Rang | Pays                      | Athlète                          | 1       | 2       | 3       | Résultats | 4           | 5           | 6           | Résultats   | Total |
| ---- | ------------------------- | -------------------------------- | ------- | ------- | ------- | --------- | ----------- | ----------- | ----------- | ----------- | ----- |
| 1    | Thaïlande                 | Prapawadee Jaroenrattanatarakoon | 92      | 95      | 97      | 95        | 120         | 126         | 130         | 126         | 221   |
| 2    | Corée du Sud              | Yoon Jin-hee                     | 94      | 97      | 97      | 94        | 116         | 118         | 119         | 119         | 213   |
| 3    | Russie                    | Nastassia Novikava               | 92      | 95      | 97      | 95        | 116         | 116         | 118         | 118         | 213   |
| 4    | Indonésie                 | Raema Lisa Rumbewas              | 91      | 95      | 95      | 91        | 110         | 115         | 121         | 115         | 206   |
| 5    | République dominicaine    | Yuderqui Maridalin               | 89      | 93      | 96      | 93        | 111         | 118         | 120         | 111         | 204   |
| 6    | États-Unis                | Melanie Roach                    | 79      | 81      | 83      | 83        | 105         | 108         | 110         | 110         | 193   |
| 7    | Allemagne                 | Julia Rohde                      | 77      | 80      | 82      | 82        | 99          | 103         | 105         | 103         | 185   |
| 8    | Papouasie-Nouvelle-Guinée | Dika Toua                        | 77      | 77      | 80      | 80        | 104         | 108         | 108         | 104         | 184   |
| 9    | Venezuela                 | Judith Andrea Chacon             | 75      | 75      | 80      | 80        | 101         | 106         | 106         | 101         | 181   |

#### - de 58 kg
Chen Yanqing, championne olympique à Athènes, sort de sa retraite sportive pour gagner l'or. Elle bat les records olympiques de l'épaulé-jeté et du total olympique.
Pour 100 grammes, Wandee Kameaim rate la médaille de bronze. Elle est en effet plus "lourde" de 100 grammes que la Nord-coréenne.
| Rang | Pays          | Athlète               | Arraché | Arraché | Arraché | Arraché   | Epaulé-jeté | Epaulé-jeté | Epaulé-jeté | Epaulé-jeté | Total |
| Rang | Pays          | Athlète               | 1       | 2       | 3       | Résultats | 4           | 5           | 6           | Résultats   | Total |
| ---- | ------------- | --------------------- | ------- | ------- | ------- | --------- | ----------- | ----------- | ----------- | ----------- | ----- |
| 1    | Chine         | Chen Yanqing          | 100     | 103     | 106     | 106       | 130         | 132         | 138         | 138         | 244   |
| 2    | Corée du Nord | O Jong-Ae             | 95      | 98      | 98      | 95        | 125         | 131         | 131         | 131         | 226   |
| 3    | Thaïlande     | Wandee Kameaim        | 95      | 98      | 100     | 98        | 120         | 128         | 129         | 128         | 226   |
| 4    | Équateur      | Alexandra Escobar     | 96      | 96      | 99      | 99        | 120         | 124         | 127         | 124         | 223   |
| 5    | Albanie       | Romela Begaj          | 95      | 98      | 100     | 98        | 110         | 115         | 118         | 118         | 216   |
| 6    | Pologne       | Aleksandra Klejnowska | 92      | 92      | 95      | 95        | 120         | 125         | 126         | 120         | 215   |
| 7    | Roumanie      | Roxana Cocoş          | 82      | 86      | 89      | 89        | 100         | 115         | 115         | 115         | 204   |

#### - de 63 kg
Pak Hyon Suk remporte le titre olympique après avoir compté quatre kilogrammes de retard, à l'issue de l'arraché, sur Irina Nekrassova, finalement battue d'un kilogramme.
| Rang | Pays           | Athlète          | Arraché | Arraché | Arraché | Arraché   | Epaulé-jeté | Epaulé-jeté | Epaulé-jeté | Epaulé-jeté | Total |
| Rang | Pays           | Athlète          | 1       | 2       | 3       | Résultats | 4           | 5           | 6           | Résultats   | Total |
| ---- | -------------- | ---------------- | ------- | ------- | ------- | --------- | ----------- | ----------- | ----------- | ----------- | ----- |
| 1    | Corée du Nord  | Pak Hyon-suk     | 102     | 106     | 108     | 106       | 135         | 135         | 135         | 135         | 241   |
| 2    | Kazakhstan     | Irina Nekrassova | 105     | 110     | 112     | 110       | 130         | 135         | 135         | 130         | 240   |
| 3    | Taipei chinois | Lu Ying-Chi      | 98      | 102     | 104     | 104       | 127         | 130         | 130         | 127         | 231   |
| 4    | Canada         | Christine Girard | 96      | 99      | 102     | 102       | 126         | 130         | 130         | 126         | 228   |
| 5    | Viêt Nam       | Nguyễn Thị Thiết | 98      | 100     | 102     | 100       | 120         | 125         | 127         | 125         | 225   |
| 6    | Corée du Sud   | Kim Su-Gyeong    | 98      | 102     | 103     | 98        | 127         | 134         | 134         | 127         | 225   |
| 7    | Norvège        | Ruth Kasirye     | 99      | 103     | 105     | 103       | 121         | 125         | 125         | 121         | 224   |
| 8    | Mexique        | Luz Acosta       | 100     | 103     | 103     | 103       | 120         | 125         | 125         | 120         | 223   |

#### - de 69 kg
Liu Chunhong conserve l'or olympique, conquis à Athènes. Elle bat les trois records du monde.
| Rang | Pays        | Athlète             | Arraché | Arraché | Arraché | Arraché   | Epaulé-jeté | Epaulé-jeté | Epaulé-jeté | Epaulé-jeté | Total |
| Rang | Pays        | Athlète             | 1       | 2       | 3       | Résultats | 4           | 5           | 6           | Résultats   | Total |
| ---- | ----------- | ------------------- | ------- | ------- | ------- | --------- | ----------- | ----------- | ----------- | ----------- | ----- |
| 1    | Chine       | Liu Chunhong        | 120     | 125     | 128     | 128       | 145         | 149         | 158         | 158         | 286   |
| 2    | Russie      | Oxana Slivenko      | 110     | 115     | 115     | 115       | 136         | 140         | -           | 140         | 255   |
| 3    | Ukraine     | Natalya Davydova    | 110     | 113     | 115     | 115       | 130         | 133         | 135         | 135         | 250   |
| 4    | Colombie    | Leidy Solis         | 99      | 103     | 105     | 105       | 125         | 132         | 135         | 135         | 240   |
| 5    | Égypte      | Abir Khalil         | 100     | 105     | 105     | 105       | 133         | 133         | 136         | 133         | 238   |
| 6    | Colombie    | Tulia Angela Medina | 100     | 104     | 106     | 106       | 120         | 124         | 124         | 124         | 230   |
| 7    | Biélorussie | Hanna Batsiushka    | 105     | 110     | 110     | 105       | 120         | 126         | 126         | 120         | 225   |
| 8    | Japon       | Rika Saito          | 87      | 87      | 90      | 87        | 115         | 120         | 122         | 122         | 209   |

#### - de 75 kg
Cao Lei gagne l'or en battant les trois records olympiques.
Dans un duel serré, Alla Vazhenina prend l'argent à Nadezda Evstyukhina.
| Rang | Pays        | Athlète              | Arraché | Arraché | Arraché | Arraché   | Epaulé-jeté | Epaulé-jeté | Epaulé-jeté | Epaulé-jeté | Total |
| Rang | Pays        | Athlète              | 1       | 2       | 3       | Résultats | 4           | 5           | 6           | Résultats   | Total |
| ---- | ----------- | -------------------- | ------- | ------- | ------- | --------- | ----------- | ----------- | ----------- | ----------- | ----- |
| 1    | Chine       | Cao Lei              | 120     | 125     | 128     | 128       | 147         | 154         | 159         | 154         | 282   |
| 2    | Kazakhstan  | Alla Vazhenina       | 115     | 115     | 119     | 119       | 141         | 145         | 147         | 147         | 266   |
| 3    | Kazakhstan  | Mariya Grabovetskaya | 112     | 117     | 117     | 117       | 138         | 143         | 147         | 147         | 264   |
| 4    | Biélorussie | Iryna Kulesha        | 112     | 116     | 118     | 118       | 128         | 133         | 137         | 137         | 255   |
| 5    | Espagne     | Lidia Valentin       | 110     | 110     | 115     | 115       | 130         | 135         | 138         | 135         | 250   |
| 6    | Mexique     | Damaris Aguirre      | 103     | 106     | 109     | 109       | 130         | 135         | 136         | 136         | 245   |
| 7    | Colombie    | Ubaldina Valoyes     | 105     | 110     | 110     | 110       | 130         | 134         | 138         | 134         | 244   |
| 8    | Canada      | Jeane Lassen         | 105     | 105     | 110     | 105       | 130         | 135         | 140         | 135         | 240   |

#### + de 75 kg
Jang Mi-ran écrase la concurrence. Elle gagne avec 49 kg d'avance sur sa dauphine et bat les trois records du monde.
Olha Korobka et Mariya Grabovetskaya, initialement médaillées d'argent et de bronze, sont déchues pour dopage en 2016. Leurs médailles sont alors attribuées à la Samoane Elle Opeloge et à la Nigériane Mariam Usman. C'est la première médaille olympique jamais obtenue par les Samoa, toutes disciplines confondues.
| Rang | Pays         | Athlète              | Arraché | Arraché | Arraché | Arraché   | Epaulé-jeté | Epaulé-jeté | Epaulé-jeté | Epaulé-jeté | Total |
| Rang | Pays         | Athlète              | 1       | 2       | 3       | Résultats | 4           | 5           | 6           | Résultats   | Total |
| ---- | ------------ | -------------------- | ------- | ------- | ------- | --------- | ----------- | ----------- | ----------- | ----------- | ----- |
| 1    | Corée du Sud | Jang Mi-ran          | 130     | 136     | 140     | 140       | 175         | 183         | 186         | 186         | 326   |
|      | Ukraine      | Olha Korobka         | 120     | 124     | 127     | 124       | 150         | 153         | -           | 153         | 277   |
|      | Kazakhstan   | Mariya Grabovetskaya | 115     | 115     | 120     | 120       | 145         | 150         | 150         | 150         | 270   |
| 2    | Samoa        | Ele Opeloge          | 113     | 116     | 119     | 119       | 145         | 150         | 152         | 150         | 269   |
| 3    | Nigeria      | Mariam Usman         | 115     | 115     | 120     | 115       | 145         | 150         | 156         | 150         | 265   |
| 4    | États-Unis   | Cheryl Haworth       | 112     | 115     | 118     | 115       | 140         | 144         | 150         | 144         | 259   |
| 5    | Ukraine      | Yuliya Dovhal        | 114     | 114     | 118     | 118       | 140         | 140         | 147         | 140         | 258   |
| 6    | Australie    | Deborah Lovely       | 109     | 113     | 115     | 113       | 135         | 135         | 140         | 135         | 248   |

## Tableau des médailles
Domination outrageuse de la Chine. 
10 participants, 9 médailles. 
| Rang  | Nation         | Or | Argent | Bronze | Total |
| ----- | -------------- | -- | ------ | ------ | ----- |
| 1     | Chine          | 8  | 1      | 0      | 9     |
| 2     | Corée du Sud   | 2  | 1      | 0      | 3     |
| 3     | Kazakhstan     | 1  | 2      | 0      | 3     |
| 4     | Biélorussie    | 1  | 1      | 1      | 3     |
| 5     | Corée du Nord  | 1  | 0      | 1      | 2     |
| 6     | Allemagne      | 1  | 0      | 0      | 1     |
| 6     | Thaïlande      | 1  | 0      | 0      | 1     |
| 8     | Russie         | 0  | 4      | 3      | 7     |
| 9     | Colombie       | 0  | 1      | 0      | 1     |
| 9     | France         | 0  | 1      | 0      | 1     |
| 9     | Pologne        | 0  | 1      | 0      | 1     |
| 9     | Samoa          | 0  | 1      | 0      | 1     |
| 9     | Viêt Nam       | 0  | 1      | 0      | 1     |
| 14    | Arménie        | 0  | 0      | 3      | 3     |
| 15    | Indonésie      | 0  | 0      | 2      | 2     |
| 15    | Taipei chinois | 0  | 0      | 2      | 2     |
| 17    | Lettonie       | 0  | 0      | 1      | 1     |
| 17    | Nigeria        | 0  | 0      | 1      | 1     |
| 17    | Turquie        | 0  | 0      | 1      | 1     |
| 17    | Ukraine        | 0  | 0      | 1      | 1     |
| Total | Total          | 15 | 15     | 15     | 45    |

## Qualification

### Hommes
| Compétition                        | Date                                                     | Lieu                      | Qualifiés                                                           | Nombre de places par nation |
| ---------------------------------- | -------------------------------------------------------- | ------------------------- | ------------------------------------------------------------------- | --------------------------- |
| Pays organisateur                  |                                                          |                           | Chine                                                               | 6                           |
| Championnats du monde 2006 et 2007 | 2006: 29 septembre au 7 octobre 2007: 15 au 24 septembre | Saint-Domingue Chiang Mai | Russie Biélorussie Cuba Pologne Colombie                            | 6                           |
| Championnats du monde 2006 et 2007 | 2006: 29 septembre au 7 octobre 2007: 15 au 24 septembre | Saint-Domingue Chiang Mai | Corée du Sud Ukraine Kazakhstan Arménie Moldavie Grèce Azerbaïdjan  | 5                           |
| Championnats du monde 2006 et 2007 | 2006: 29 septembre au 7 octobre 2007: 15 au 24 septembre | Saint-Domingue Chiang Mai | Allemagne Égypte Roumanie Venezuela Corée du Nord Turquie Indonésie | 4                           |
| Championnats du monde 2006 et 2007 | 2006: 29 septembre au 7 octobre 2007: 15 au 24 septembre | Saint-Domingue Chiang Mai | Thaïlande Iran Géorgie France Japon Italie États-Unis               | 3                           |
| Qualifications Afrique             | 2-6 mai 2008                                             | Johannesburg              | 1re place par équipe                                                | 2                           |
| Qualifications Afrique             | 2-6 mai 2008                                             | Johannesburg              | Places 2 à 4 par équipe                                             | 1                           |
| Qualifications Asie                | 27 avril - 1er mai 2008                                  | Ishikawa                  | Places 1 et 2 par équipe                                            | 2                           |
| Qualifications Asie                | 27 avril - 1er mai 2008                                  | Ishikawa                  | Places 3 à 5 par équipe                                             | 1                           |
| Qualifications Europe              | 11-16 avril 2008                                         | Rome                      | Places 1 et 2 par équipe                                            | 2                           |
| Qualifications Europe              | 11-16 avril 2008                                         | Rome                      | Places 3 à 5 par équipe                                             | 1                           |
| Qualifications Amérique            | 22-26 avril 2008                                         | Lima                      | Places 1 et 2 par équipe                                            | 2                           |
| Qualifications Amérique            | 22-26 avril 2008                                         | Lima                      | Places 3 à 5 par équipe                                             | 1                           |
| Qualifications Océanie             | 26-29 mars 2008                                          | Auckland                  | 1re place par équipe                                                | 2                           |
| Qualifications Océanie             | 26-29 mars 2008                                          | Auckland                  | Places 2 à 3 par équipe                                             | 1                           |
| Classement individuel IWF          | 31 mai 2008                                              | -                         | 8 meilleurs*                                                        | 1                           |
| Invitations                        |                                                          | -                         | 6                                                                   | 1                           |
| Total                              |                                                          |                           | 170                                                                 | 170                         |

* 8 meilleures places d'haltérophiles non encore qualifiés (un concurrent maximum par nation).

### Femmes
| Compétition                        | Date                                                    | Lieu                              | Qualifiés                                                                                | Nombre de places par nation |
| ---------------------------------- | ------------------------------------------------------- | --------------------------------- | ---------------------------------------------------------------------------------------- | --------------------------- |
| Pays organisateur                  |                                                         |                                   | Chine                                                                                    | 4                           |
| Championnats du monde 2006 et 2007 | 2006 : 29 septembre au 7 octobre 2007 : 15-24 septembre | République dominicaine Chiang Mai | Russie Thaïlande Corée du Sud Ukraine Colombie Pologne Biélorussie Kazakhstan États-Unis | 4                           |
| Championnats du monde 2006 et 2007 | 2006 : 29 septembre au 7 octobre 2007 : 15-24 septembre | République dominicaine Chiang Mai | Japon Venezuela Grèce Corée du Nord Mexique                                              | 3                           |
| Championnats du monde 2006 et 2007 | 2006 : 29 septembre au 7 octobre 2007 : 15-24 septembre | République dominicaine Chiang Mai | Canada Taipei chinois                                                                    | 2                           |
| Qualifications Afrique             | 2-6 mai 2008                                            | Johannesburg                      | Places 1 à 3 par équipe                                                                  | 1                           |
| Qualifications Asie                | 27 avril au 1er mai 2008                                | Ishikawa                          | Places 1 à 4 par équipe                                                                  | 1                           |
| Qualifications Europe              | 11-16 avril 2008                                        | Rome                              | 1re place par équipe                                                                     | 2                           |
| Qualifications Europe              | 11-16 avril 2008                                        | Rome                              | Places 2 à 3 par équipe                                                                  | 1                           |
| Qualifications Amérique            | 22-26 avril 2008                                        | Lima                              | Places 1 à 4 par équipe                                                                  | 1                           |
| Qualifications Océanie             | 26-29 mars 2008                                         | Auckland                          | Places 1 à 3 par équipe                                                                  | 1                           |
| Classement individuel IWF          | 31 mai 2008                                             | -                                 | 7 meilleurs*                                                                             | 1                           |
| Invitations                        |                                                         | -                                 | 4                                                                                        | 1                           |
| Total                              |                                                         |                                   | 90                                                                                       | 90                          |

* 7 meilleures places d'haltérophiles non encore qualifiés (un concurrent maximum par nation).